# Elezioni europee del 2009 in Lituania
Le elezioni europee del 2009 in Lituania si sono tenute il 7 giugno.

## Risultati
| Liste  | Liste                                                   | Gruppo | Voti    | %     | Seggi |
| ------ | ------------------------------------------------------- | ------ | ------- | ----- | ----- |
|        | Unione della Patria - Democratici Cristiani di Lituania | PPE    | 147.756 | 26,16 | 4     |
|        | Partito Socialdemocratico di Lituania                   | S&D    | 102.347 | 18,12 | 3     |
|        | Ordine e Giustizia                                      | EFD    | 67.237  | 11,90 | 2     |
|        | Partito del Lavoro                                      | ALDE   | 48.368  | 8,56  | 1     |
|        | Azione Elettorale dei Polacchi in Lituania              | ECR    | 46.293  | 8,20  | 1     |
|        | Movimento dei Liberali della Repubblica di Lituania     | ALDE   | 40.502  | 7,17  | 1     |
|        | Unione dei Liberali e di Centro                         | -      | 19.105  | 3,38  | -     |
|        | Partito di Centro di Lituania                           | -      | 17.004  | 3,01  | -     |
|        | Unione Sociale dei Conservatori Cristiani               | -      | 16.108  | 2,85  | -     |
|        | Partito del Fronte                                      | -      | 13.341  | 2,36  | -     |
|        | Unione Popolare dei Contadini di Lituania               | -      | 10.285  | 1,82  | -     |
|        | Partito Democratico Civico                              | -      | 7.425   | 1,31  | -     |
|        | Partito dei Samogiti                                    | -      | 6.961   | 1,23  | -     |
|        | Partito di Rinascita Nazionale                          | -      | 5.717   | 1,01  | -     |
|        | Partito Nazionale Via della Lituania                    | -      | 1.568   | 0,28  | -     |
| Totale | Totale                                                  | Totale | 550.017 |       | 12    |